# Ничии деца
Ничии деца (на испански: Los hijos de nadie) е мексиканска теленовела, създадена и продуцирана от Мигел Сабидо и режисирана от Педро Дамян и Карина Дупрес за Телевиса през 1997 г.
В главните роли са първата актриса Силвия Дербес, Алфа Акоста, Рамон Абаскал и Роси Монтенегро, а в отрицателните – Йоланда Андраде, Хорхе дел Кампо и Евелин Соларес. Специално участие вземат Рикардо Блуме, Серхио Сендел, Хорхе Антолин, Марта Офелия Галиндо и Тере Веласкес.
Теленовелата е подкрепена от УНИЦЕФ и е създадена, за да повиши осведомеността сред обществото по сериозни проблеми по отношение на децата, живеещи по улиците на град Мексико и по други градове из страната.

## Сюжет
Историята се развива в град Мексико, а главната героиня е доня Леонор, възрастна жена, която живее щастливо със своето семейство - дъщеря си и внучката си. Но и двете загиват в трагичен инцидент, който съсипва доня Леонор, но това ѝ дава сили да продължи напред, като целта, която си поставя, е да помогне на група бездомни деца. Вероника е хубаво момиче, което носи радост на децата от улицата със своите кукли. Лусия Виляреал е злодейката в историята - тя мрази децата, живеещи на улицата. Лусия прави аборт, която я оставя бездетна, по погрешка убива Лурдес, възползвайки се от ситуацията, изпраща Вероника в затвора.

## Актьори
Част от актьорския състав:
- Силвия Дербес - Доня Леонор
- Алфа Акоста - Вероника
- Рамон Абаскал - Франсиско
- Роси Монтенегро - Роси / Анхелита
- Йоланда Андраде - Лусия Виляреал
- Мигел Анхел Гиглиаса - Хустино
- Рикардо Блуме - Дон Чуи
- Тере Веласкес - Тере
- Марта Офелия Галиндо - Селес
- Роса де Кастия - Ампаро
- Хорхе Антолин - Винисио
- Клаудия Вега - Бренда
- Хуан Карлос Барето - Фелипе
- Серхио Сендел - Маурисио
- Мариана Сеоане - Каролина
- Евелин Соларес - Мела
- Карола Васкес - Микаела
- Херман Роблес - Херман
- Хорхе дел Кампо - Антенор Виляреал
- Луис Карденас - Пабло
- Артуро Гарсия Тенорио - Роберто
- Амелия Сапата - Ема
- Магда Карина - Йоланда
- Лурдес Канале - Марта
- Рената Флорес - Учителката

## Премиера
Премиерата на Ничии деца е на 24 февруари 1997 г. по Canal de las Estrellas. Последният 85. епизод е излъчен на 20 юни 1997 г.

## Награди и номинации
Награди TVyNovelas (1998)
| Категория               | Номиниран(а)  | Резултат   |
| ----------------------- | ------------- | ---------- |
| Най-добра първа актриса | Силвия Дербес | Номинирана |

## Версии
- Filhos de Deus, бразилска теленовела от 2001 г., продуцирана от Rede Record, с участието на Клара Силва, Ернесто Пуиг и Ана де Силва.